# Skala (Kefalonia)
Skala  este un oraș în Grecia în prefectura Kefalonia.